# Olympische Sommerspiele 1896/Leichtathletik – Dreisprung (Männer)
Der Dreisprung der Männer bei den Olympischen Spielen 1896 wurde am 6. April 1896 im Panathinaiko-Stadion in Athen ausgetragen. Es nahmen – je nach Quelle – 7 bis 10 Sportler aus 5 Nationen teil.

## Rekorde
| Weltrekord | 15,26 m | Irland | Matthew Roseingreve | Gort (Irland), 15. August 1895 |

Andere Quellen benennen den US-Amerikaner Edward Bloss mit 14,78 m (1893) oder dessen Landsmann Daniel Shanahan mit 15,28 m (1888) als Rekordhalter. Die Differenzen haben offenbar auch damit zu tun, ob unterschiedliche Sprungtechniken anerkannt wurden oder nicht. Schon lange gibt es heute bzgl. der Reihenfolge der beim Absprung eingesetzten Beine die Regel, dass diese entweder links – links – rechts oder rechts – rechts – links zu erfolgen hat. Diese Vorschrift war damals allerdings noch nicht eindeutig etabliert und wurde auch beim olympischen Wettkampf in Athen noch nicht angewendet.
Der folgende olympischen Rekorde wurde während des Wettbewerbs aufgestellt:
| Olympischer Rekord | 13,71 m | James Connolly ( USA) | 6. April 1896 |

## Wettkampfverlauf
6. April 1896, 15:40 Uhr 
Der Dreisprung war die erste Entscheidung der modernen Olympischen Spiele, Conolly somit der erste Olympiasieger der Neuzeit. Zuvor hatten lediglich die Vorläufe über 100 Meter stattgefunden.
Vom Wettkampf wird berichtet, dass es noch keinen einheitlichen Sprungstil gab. Lediglich Tuffèri sprang in der heute üblichen Abfolge links – links – rechts bzw. rechts – rechts – links, heutige Bezeichnung der einzelnen Abschnitte: "Hop-Step-Jump". Connolly führte seine Sprüngen in der Form links – rechts – links aus.
James Connolly war Student der Harvard-Universität und fuhr entgegen dem Verbot seiner Lehrstätte nach Athen, womit er die angedrohte Exmatrikulation in Kauf nahm. Bei seiner Rückkehr verzichtete er darauf, einen Wiederaufnahmeantrag zu stellen. Er wurde Journalist und erfolgreicher Schriftsteller. 1949 verlieh ihm die Harvard-Universität den Titel Dr. honoris-causa. 1957 verstarb James Connolly im Alter von 88 Jahren.
Auch für diesen Wettbewerb gibt es je nach Quelle voneinander abweichende Resultatsversionen. Die Namen der ersten vier Springer sind gleichlautend, die Weite für Alajos Szokolyi auf Rang vier differiert dabei und ab Rang sechs stimmen die Reihenfolge und Anzahl der Teilnehmer nicht überein.

## Ergebnisse

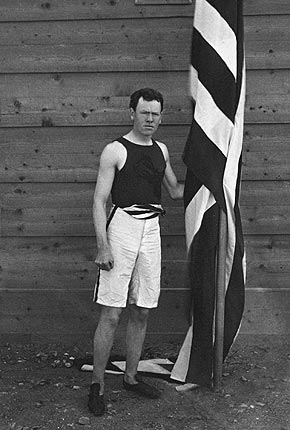
James Connolly wurde der erste Olympiasieger der Neuzeit.und belegte am Tag darauf Rang drei im Weitsprung

| Platz | Name              | Land | Weite (m) |    |
| ----- | ----------------- | ---- | --------- | -- |
| 1     | James Connolly    | USA  | 13,71     | OR |
| 2     | Alexandre Tuffèri | FRA  | 12,70     |    |
| 3     | Ioannis Persakis  | GRE  | 12,52     |    |
| 4     | Alajos Szokolyi   | HUN  | 12,30     |    |
| 5     | Christos Zoumis   | GRE  | k. A.     |    |
| 6     | Fritz Hofmann     | GER  | k. A.     |    |

| Platz | Name              | Land | Weite (m) |    |
| ----- | ----------------- | ---- | --------- | -- |
| 1     | James Connolly    | USA  | 13,71     | OR |
| 2     | Alexandre Tuffèri | FRA  | 12,70     |    |
| 3     | Ioannis Persakis  | GRE  | 12,52     |    |
| 4     | Alajos Szokolyi   | HUN  | 11,26     |    |
| 5     | Christos Zoumis   | GRE  | k. A.     |    |
| 6     | Carl Schuhmann    | GER  | k. A.     |    |

| Resultat nach zur Megede \| Platz \| Name \| Land \| Weite (m) \| \| \| ----- \| ------------------------- \| ---- \| --------- \| -- \| \| 1 \| James Connolly \| USA \| 13,71 \| OR \| \| 2 \| Alexandre Tuffèri \| FRA \| 12,70 \| \| \| 3 \| Ioannis Persakis \| GRE \| 12,52 \| \| \| 4 \| Alajos Szokolyi \| HUN \| 12,30 \| \| \| 5 \| Christos Zoumis \| GRE \| k. A. \| \| \| 6 \| Alexandros Chalkokondylis \| GRE \| k. A. \| \| \| 7–10 \| Adolphe Grisel \| FRA \| k. A. \| \| \| 7–10 \| Fritz Hofmann \| GER \| k. A. \| \| \| 7–10 \| Alfred Flatow \| GER \| k. A. \| \| \| 7–10 \| Carl Schuhmann \| GER \| k. A. \| \| |                           |      |           |    |
| Platz | Name                      | Land | Weite (m) |    |
| 1 | James Connolly            | USA  | 13,71     | OR |
| 2 | Alexandre Tuffèri         | FRA  | 12,70     |    |
| 3 | Ioannis Persakis          | GRE  | 12,52     |    |
| 4 | Alajos Szokolyi           | HUN  | 12,30     |    |
| 5 | Christos Zoumis           | GRE  | k. A.     |    |
| 6 | Alexandros Chalkokondylis | GRE  | k. A.     |    |
| 7–10 | Adolphe Grisel            | FRA  | k. A.     |    |
| 7–10 | Fritz Hofmann             | GER  | k. A.     |    |
| 7–10 | Alfred Flatow             | GER  | k. A.     |    |
| 7–10 | Carl Schuhmann            | GER  | k. A.     |    |

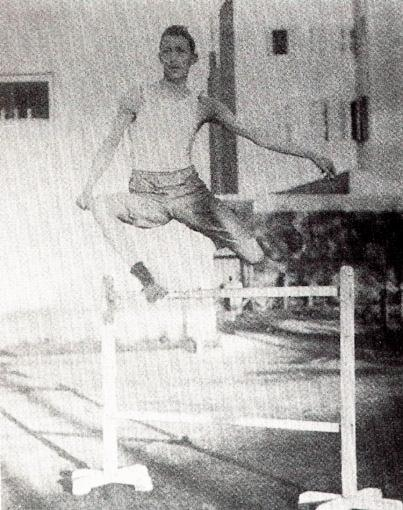
Alexandre Tuffèri, – im Weitsprung vermutlich auf Platz vier – belegte im Dreisprung Rang zwei
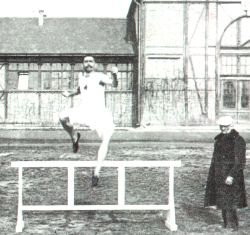
Alajos Szokolyi – über 100 m auf dem geteilten dritten Rang und Teilnehmer des 110-Meter-Hürdenlaufs – erreichte im Dreisprung Platz vier

Weitere Athleten, deren Teilnahme nicht nach allen Quellen gesichert ist

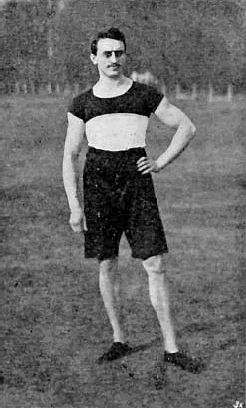
Fritz Hofmann – Zweiter über 100 m und Vierter über 400 m
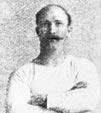
Carl Schuhmann – ansonsten eher als Turner erfolgreich
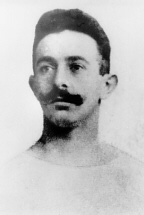
Alfred Flatow – zusammen mit Carl Schuhmann im Turnen am Start